# Angucycline

1,2,3,4-Tetrahydrobenzo[a]anthracen-7,12-dion: Grundgerüst des Aglycons der Angucycline

Angucycline sind eine aus Streptomyces-Arten isolierte Stoffgruppe mit antibiotischen und antineoplastischen Wirkungen.
Chemisch handelt es sich um Glycoside, deren Aglycon ein Cyclohexan-anelliertes Anthrachinon-Grundgerüst, das 1,2,3,4-Tetrahydrobenzo[a]anthracen-7,12-dion, besitzt. Neben weiteren Substituenten besitzen die Angucycline mehrere Hydroxygruppen. Die glycosidische Bindung mit dem Kohlenhydrat befindet sich in vielen Fällen am A-Ring des Aglycons.
Sie sind verwandt mit den Anthracyclinen, so unterscheiden sich von ihnen durch den im Winkel (lat.: angulus) am Anthracen anellierten Cyclohexan-Ring.

## Eigenschaften
Angucycline werden hauptsächlich von Actinomyceten gebildet. Es sind über 100 Metaboliten der Angucycline beschrieben. Sie besitzen eine schwach antibiotische Wirkung gegen Gram-positive Bakterien. Zu den Angucyclinen gehören z. B. das Aquayamycin und das Dynemicin A sowie die Landomycine, Moromycine, Saquayamycine, Urdamycine und Vineomycine. Die Aglycone der Angucycline heißen Angucylinone.

## Verwendung
Angucycline werden zur Verwendung als Zytostatika gegen verschiedene Krebsarten untersucht (Chemotherapie).